# Marcos Caruso
Marcos Vianna Caruso (São Paulo, 22 de fevereiro de 1952) é um ator, autor e diretor brasileiro. Autor e diretor de vários sucessos, é reconhecido pela versatilidade e estilo de atuação. Recebeu vários prêmios, incluindo um Prêmio APCA, um Prêmio Qualidade Brasil, dois Prêmios Shell, e um Troféu Imprensa, além de ter recebido indicação para um Prêmio Guarani de Cinema. 
Caruso começou a atuar no teatro em 1973 e estreou na televisão em Aritana (1978). Continuou na carreira teatral nos palcos de São Paulo e foi membro de alguns grupos teatrais, com créditos que incluem Maroquinhas Frú-Frú (1974), O Diário de Anne Frank (1977) e Sua Excelência, o Candidato (1987), sendo essa última de sua autoria, que lhe rendeu o Prêmio Molière de melhor autor, o principal prêmio do teatro nacional à época. Ao mesmo tempo, desenvolveu uma carreira na televisão, sendo destaque nas novelas Pantanal (1990), A História de Ana Raio e Zé Trovão (1990) e Éramos Seis (1994).
Em 1993, junto com Jandira Martini, escreveu e protagonizou o espetáculo Porca Miséria, um sucesso de crítica, que o consagrou como melhor autor, com os prêmios APCA, Mambembe e Shell. Em 1998 atuou em Honra, protagonizando a peça ao lado de Regina Duarte. O papel no espetáculo lhe rendeu um convite para participar da minissérie Presença de Anita (2001), sua estreia na TV Globo, emissora onde ele se consolidou como um dos mais consagrados atores da teledramaturgia. No início dos anos 2000, fez importantes parcerias com o autor Manoel Carlos. No papel de Carlão em Mulheres Apaixonadas (2003), novela do horário nobre, ganhou grande destaque na televisão. Mas foi em Páginas da Vida (2006) que ele se consagrou, no papel de Alex. Por esse trabalho, foi aclamado pela crítica, recebendo indicações aos principais prêmios, além de receber o Troféu Imprensa de melhor ator.
No cinema, Caruso protagonizou o filme Depois Daquele Baile (2006), em um triângulo amoroso com Irene Ravache e Lima Duarte. Seu desempenho lhe rendeu a indicação da crítica ao Prêmio Guarani de Melhor Ator Coadjuvante. Ele também se destacou em outros papéis coadjuvantes em filmes de comédia, como Polaróides Urbanas (2008), pelo qual venceu o Prêmio Qualidade Brasil. Em 2016, foi aclamado por sua atuação na peça O Escândalo Philippe Dussaert, recebendo vários prêmios, incluindo o Prêmio Shell de melhor ator. Na televisão, o ator se tornou um dos mais recorrentes, estando no elenco principal das novelas Cordel Encantado (2011), Avenida Brasil (2012), Pega Pega (2017), O Sétimo Guardião (2018), Quanto Mais Vida, Melhor! (2021) e Travessia (2022).

## Carreira
Nascido em São Paulo, mas criado no Rio de Janeiro por sua família materna, Marcos Caruso descobriu sua vocação para o teatro ainda criança quando, aos dez anos de idade, foi ao teatro com sua tia-avó assistiu a peça musical My Flair Lady, vendo os atores Bibi Ferreira e Paulo Autran no teatro Carlos Gomes. Desde então, ele teve o apoio de sua avó para aprender o ofício. Caruso começou fazendo teatro de fantoche, confeccionando os bonecos com pedaços de tecidos que sua avó costureira largava pela casa. Ele então criava histórias para as clientes que iam até sua casa buscar encomendas de roupas com sua avó. Aos 14 anos voltou para São Paulo, órfão de mãe, e foi morar com uma tia viúva, a qual residia em frente a biblioteca infantil Monteiro Lobato. Na biblioteca, havia um grupo de teatro que buscava crianças para fazer parte da equipe. O anúncio logo lhe despertou interesse e integrou o grupo, sendo esse o seu primeiro palco. Lá, ele permaneceu atuando por muitos anos, até que, quando tinha 20 anos, o diretor do grupo teve que se ausentar e ele assumiu a coordenação do grupo, desempenhando essa função por uma década. Com esse cargo, Caruso passou a desenvolver habilidade no teatro para além da atuação, despertando nele o interesse em produzir, dirigir e escrever espetáculos.
Inicialmente, o sonho do ator era cursar a faculdade da Escola de Arte Dramática, da Universidade de São Paulo (USP). Entretanto, seu pai lhe pediu para que antes ele tivesse um diploma. Portanto, após concluir o ensino médio no renomado Colégio Mackenzie, ele cursou Direito pela Faculdade de Direito do Largo de São Francisco, também na USP. Mesmo com a formação em curso, o teatro ainda era sua paixão. Em plena ditadura militar, ele voltou para os movimentos teatrais na mesma instituição, ajudando a fundar os grupos União e Olho Vivo, os quais montavam peças políticas. No primeiro ano de faculdade, ele montou um espetáculo e se profissionalizou na área. Devido ao curso de direito, ele não teve tempo de se formar em cursos de teatro. O ator conta que sua formação se deu pela vida, com o tempo em que passou na biblioteca e assistindo teatro. No início da década de 1970, Marcos integrou o elenco de inúmeras peças, como Rei Momo (1973), O Carrasco do Sol (1973), Adeus Fadas e Bruxas (1974), Maroquinhas Frú-Frú (1974), Alegro Desbum (1975) e O Diário de Anne Frank (1977). 

### 1978 – 1989: estreia na televisão e consagração no teatro profissional
Após uma longa passagem por palcos de teatro em inúmeros espetáculos, Marcos fez sua estreia em um pequeno papel na telenovela Aritana, em 1978, um dos últimos sucessos da TV Tupi antes de seu fechamentos, onde ele interpretou Marcelino, o funcionário de uma lanchonete. O ator conta que não possuía o perfil para atuar na televisão, por suas características físicas, e que participou da novela por ser marido da atriz Jussara Freire, com quem foi casado entre 1974 e 1994. No mesmo ano de sua estreia, ele ainda realizou uma participação especial em Roda de Fogo, também na TV Tupi. No cinema, ele estreou com uma ponta no filme O Bem Dotado, o Homem de Itú (1978). Interpretou Walter Panguibor no espetáculo Camas Redondas, Casais Quadrados, um sucesso de público, ficando em cartaz entre 1978 e 1980. Em 1979 fez uma participação no filme Viúvas Precisam de Consolo, de Ewerton Castro, como um agente funerário. Em 1979 escreveu a comédia Trair e Coçar é Só Começar, considerada um dos maiores sucessos de público no Brasil. É a peça teatral há mais tempo em cartaz em todos os tempos, o que lhe valeu quatro menções no Guiness, o livro dos recordes mundiais. Após um hiato de três anos, voltou a atuar na televisão em 1981 sendo contratado pela TV Cultura. Em um só ano, ele fez parte do elenco de três produções na emissora: Floradas na Serra, O Vento do Mar Aberto e Partidas Dobradas. Em 1982, fez parte da novela O Coronel e o Lobisomem, baseada no romance homônimo de José Cândido de Carvalho.
Em 1981, foi contratado pela Rede Bandeirantes para trabalhar no núcleo de teledramaturgia. Em co-autoria com Geraldo Vietri, escreveu a série Dona Santa, protagonizada pela atriz Nair Bello, que foi ao ar entre 1981 e 1983. Em 1982, escreveu as novelas Campeão e A Filha do Silêncio, ambas em co-autoria com Jaime Camargo. Em 1983, assumiu o posto de autor principal com a novela infantil Braço de Ferro, protagonizada por um elenco de crianças liderado por Selton Mello. No mesmo ano, reprisou parceria com Geraldo Vietri na autoria do seriado Casa de Irene, novamente trazendo Nair Bello no papel da protagonista-título. Ainda voltou ao teatro na peça Amantes S/A (1983). Em 1984, o ator voltou a atuar em telenovelas como o prefeito Dr. Otoniel em Jerônimo, produzida e exibida pelo SBT. Ainda em 84, atuou na peça O Perú e, em 1985, esteve no elenco de O Avesso do Avesso. Em 1986, escreveu Sua Excelência, o Candidato, primeira peça de uma sequência de parceria com a atriz Jandira Martini. O espetáculo foi aclamado pela crítica e rendeu aos autores o Prêmio Molière, considerado o Óscar do teatro brasileiro à época. Na sequência, em 1988, escreveu Jogo de Cintura, também com Jandira.

### 1990 – 1999:A História de Ana Raio e Zé Trovão,Porca Misériae consolidação na TV
Em 1990, Caruso fez uma participação na novela Pantanal, sucesso de audiência da TV Manchete, no papel do peão Tião. Ainda em 90, foi para Fernando de Noronha gravar a minissérie O Canto das Sereias, dirigida por Jayme Monjardim. No mesmo ano, ele foi autor da novela A História de Ana Raio e Zé Trovão, junto com Rita Buzzar. A novela foi escrita a partir de um argumento que a dupla recebeu de Jayme Monjardim. Além da autoria, Caruso também desempenhou o papel de narrador e locutor da Rádio Brasil na trama. Em 1991, atuou como Ronald Figueiredo na minissérie O Fantasma da Ópera, seu último trabalho na TV Manchete. Em 1992 retomou sua parceria com Jandira Martini e escreveu mais um sucesso no teatro brasileiro, o espetáculo Porca Miséria, que retrata a vida de uma família de imigrantes italianos em crise financeira. A peça, também protagonizada por Caruso, teve sua montagem original entre 1993 e 1996, com uma nova temporada em 1998. O texto da peça foi bastante elogiado e recebeu vários prêmios, incluindo o Prêmio APCA, Prêmio Mambembe e o Prêmio Governador do Estado. Em 1994, interpretou Virgulino no clássico Éramos Seis, produzida pelo SBT, fazendo par romântico com Jandira Martini. A obra foi um sucesso de público e esse foi um dos primeiros grandes trabalhos como ator de televisão de Marcos Caruso. No ano seguinte, interpretou o rico Gigio na novela Sangue do Meu Sangue.
Em 1996, voltou aos cinemas atuando no drama Um Céu de Estrelas, realizando uma pequena participação. Em 96, ainda, retomou sua parceria de autoria com Jandira Martini na televisão, pela primeira vez, escrevendo episódios do seriado Brava Gente para o SBT. Na mesma produção, ele e Martini interpretaram os protagonistas, ele como o descendente de italianos Pascoal Messinari. Em 1997, escreveu e atuou a peça de comédia Os Reis do Improviso, mais uma vez junto com Jandira Martini. Entre 1998 e 1999, atuou com vários personagens nos episódios do programa educacional Telecurso. Em 1999, esteve na peça Honra, como Guilherme, um homem casado com Norah, interpretada por Regina Duarte, que se envolve com uma mulher mais jovem Cláudia, interpretada por Carolina Ferraz em sua estreia teatral.

### 2000 – 2009:Mulheres Apaixonadas,Páginas da Vidae consagração
Em 2000, ele dirigiu o programa de auditório Fala Dercy, no SBT. Ainda quando atuava na peça Honra, Caruso foi assistido pelo autor Manoel Carlos e pelo diretor Ricardo Waddington. O autor então gostou do trabalho de Caruso e o convidou para trabalhar na TV Globo. Sua estreia na emissora foi em um pequeno papel na minissérie Presença de Anita, de Manoel Carlos, que estreou em 2001. Em entrevista ao website Memória Globo, do Globo.com, o ator disse sobre sua estreia na empresa: "Eu me vi na tela da Globo. Uma cena no primeiro capítulo da minissérie, contracenando com José Mayer no núcleo da fazenda. Era leve, simples e foi um carinho do Manoel Carlos e do Ricardo Waddington em me colocar ali." Em 2001, co-protagonizou o filme Memórias Póstumas, baseado na obra Memórias Póstumas de Brás Cubas, de Machado de Assis, e dirigido por André Klotzel, no papel de Quincas Borba. Entre 2001 e 2005, atuou no espetáculo Intimidade Indecente, de Leilah Assumpção. 

"Tive a oportunidade de trabalhar com gente maravilhosa. Contracenar com Cláudio Marzo era contracenar com um dos Irmãos Coragem, e com certeza eu tinha chegado lá. A gente tem uns momentos na vida que tem essas certezas."

—Marcos Caruso sobre Coração de Estudante, Memória Globo
Em 2002 interpretou o compositor Ary Barroso no filme Lara, uma cinebiografia da atriz Odete Lara dirigida por Ana Maria Magalhães. No mesmo ano, foi convidado para a novela Coração de Estudante, sua primeira na TV Globo, onde interpretou o advogado Raul.  Em 2003, em mais uma parceria com Manoel Carlos, Caruso interpretou Carlão na novela Mulheres Apaixonadas, trabalho esse que viria a ser um divisor de águas em sua carreira. Na trama, ele vivia o drama de cuidar de seus pais já idosos ao mesmo tempo que lida com os conflitos de sua filha Dóris, interpretada por Regiane Alves, uma jovem ambiciosa que os maltrata. A trama ganhou muita repercussão no país, sobretudo no tocante ao tema de maltrato a idosos. Após a repercussão da novela, foi aprovado no Brasil o Estatuto do Idoso, que estabelecia direitos voltados a população idosa do país.
Em 2004, interpretou o médico Maurício Prata na novela das seis Como uma Onda. No cinema, realizou os curta-metragens Capital Circulante (2004), no papel de um delegado, e O Nosso Livro (2005). Em 2005, foi convidado para uma participação especial no seriado cômico Sob Nova Direção, atuando como Ivan Pitanga no episódio "Sexo, Mentiras e DVD". Escreveu o roteiro dos filmes O Casamento de Romeu e Julieta (2005), com Jandira Martini e Mario Prata, e Trair e Coçar, É Só Começar (2006), com Jandira Martini. Em 2006, protagonizou o filme Depois Daquele Baile junto com Irene Ravache e Lima Duarte, vivendo um triângulo amoroso da terceira idade. Apesar da baixa repercussão do filme, o desempenho dele foi indicado ao Prêmio Guarani de melhor ator coadjuvante, maior prêmio da crítica cinematográfica brasileira. Foi em 2006 também que ele atuou em um dos papéis centrais da novela Páginas da Vida, novamente trabalhando com Manoel Carlos. Na trama, ele interpretou Alex, pai de Nanda (Fernanda Vasconcellos) e Sérgio (Max Fercondini), e marido da vilã Marta, papel de Lília Cabral. Originalmente, Marcos Caruso interpretaria o advogado corrupto Nestor e Zé Carlos Machado o sofredor Alex, porém no início das gravações a direção decidiu trocar os dois atores de papel por acreditar que se enquadrariam melhor no perfil. O papel de intensa carga dramática de Caruso foi elogiado e aclamado pela crítica, sendo esse um de seus trabalhos mais memoráveis. Ele foi indicado a inúmeros prêmios, incluindo o Prêmio Qualidade Brasil e o Prêmio Extra de Televisão, além de ter recebido o Troféu Imprensa de melhor ator em 2007.

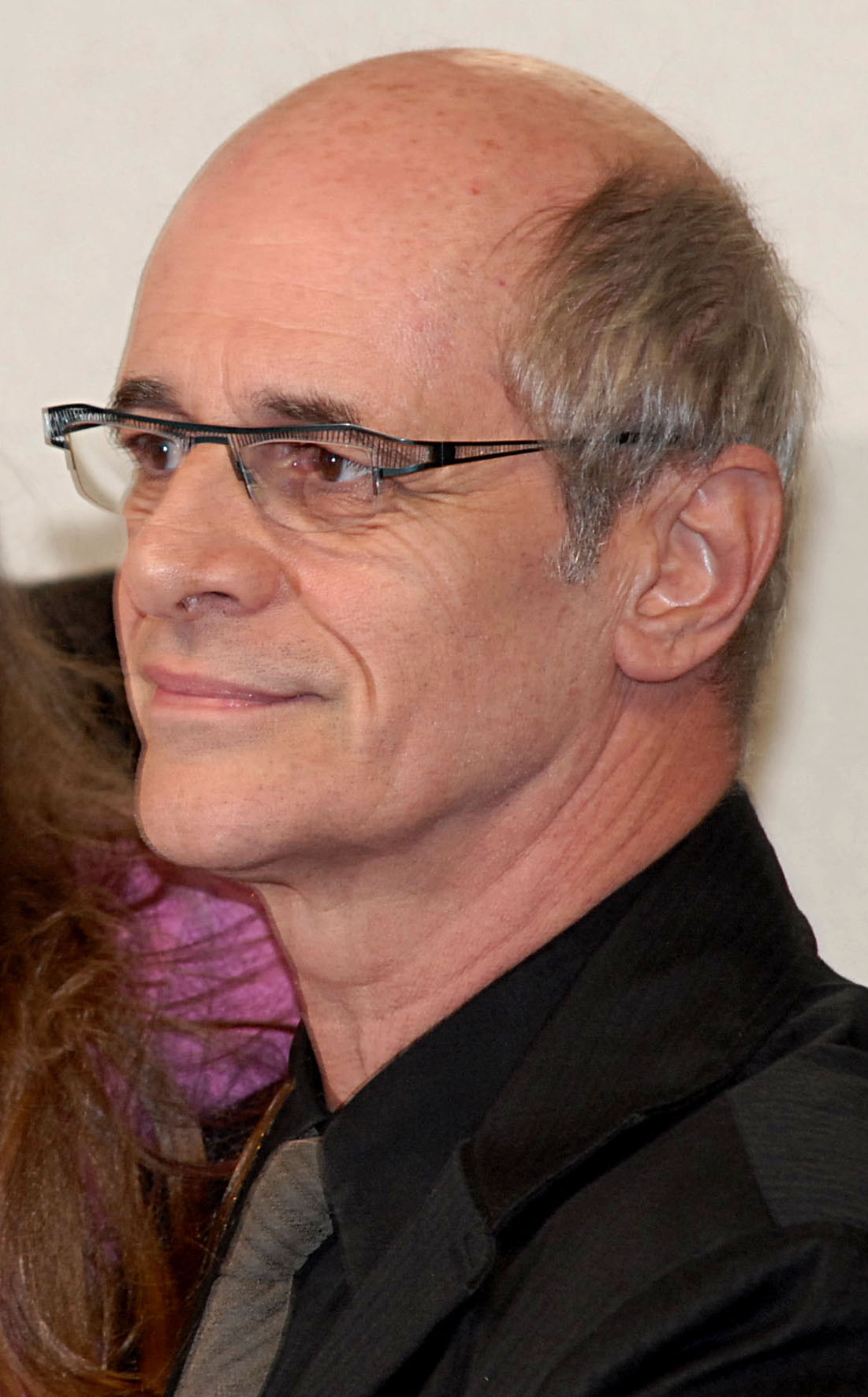
Caruso em 2007.

Entre 2006 e 2008, voltou aos palcos com sua amiga Jandira Martini na peça Operação Abafa, cuja autoria também é assinada pela dupla, sendo o quinto trabalho teatral dos dois em conjunto. Ainda em 2006, foi um dos protagonistas da comédia Irma Vap - O Retorno, dirigido por Carla Camuratti e baseado na peça O Mistério de Irma Vap, de Charles Ludlam, maior sucesso de público da história do teatro brasileiro. No filme, ele interpreta o ator Otávio Gonçalves e divide cena com grandes atores, como Marco Nanini, Ney Latorraca, Arlete Salles e Diogo Vilela. Em 2007, voltou às novelas em Desejo Proibido, dessa vez em um papel cômico, como o mineiro Padre Inácio Gouveia. Em 2008, atuou como o médico solidário Alcides na novela Três Irmãs. Também atuou no filme Polaróides Urbanas, de Miguel Falabella, uma adaptação de Como encher um biquíni Selvagem, de autoria do próprio Falabella. Por esse trabalho, foi eleito melhor ator coadjuvante em cinema pelo Prêmio Qualidade Brasil. Em 2009, ao lado de Denise Del Vecchio, atuou no romance As Pontes de Madison, fazendo grande sucesso de público. No GNT, atuou na série Dilemas de Irene (2009) como Seu Cléber.

### 2010 – presente: trabalhos recentes
Em 2010, fez parte de um triângulo amoroso com Antônio Fagundes e Eliane Giardini como o vilão Otto Nieman na novela das sete Tempos Modernos. No fim do ano, participou do especial O Relógio da Aventura. No ano de 2011, fez uma participação especial no filme de comédia Cilada.com e atuou na novela Cordel Encantado, onde trabalhou novamente seu lado cômico como o prefeito da fictícia cidade de Borogodó, Patácio Peixoto. Ele foi nomeado ao Prêmio Extra de Televisão como melhor ator coadjuvante por esse trabalho. Em 2012, no teatro, atuou em Em Nome do Jogo, e, no cinema, na comédia O Diário de Tati. No mesmo ano, interpretou um de seus personagens mais marcantes, o malandro Leleco em Avenida Brasil, de João Emanuel Carneiro. Assim como a novela, seu personagem se tornou muito popular durante a exibição.
Em 2013, interpretou Juracy na minissérie O Canto da Sereia e esteve no elenco coadjuvante na novela das seis Joia Rara. Em 2015, atuou como o Delegado Fróes no filme Operações Especiais, protagonizado por Cleo Pires. Também em 2015, voltou a trabalhar com João Emanuel Carneiro na novela A Regra do Jogo, na pele do falido Feliciano Stewart, que luta para reconquistar o amor de Nora (Renata Sorrah), então esposa de seu irmão, o grande vilão Gibson Stewart (José de Abreu). A partir de 2015, começou a interpretar Seu Peru, personagem antes interpretado por Orlando Drummond, na nova versão da Escolinha do Professor Raimundo. O programa permaneceu no ar até 2020. Em 2016, se dedicou ao cinema participando da comédia Desculpe o Transtorno e do suspense O Escaravelho do Diabo. Também em 2016, foi convidado para o elenco da segunda temporada da série Chapa Quente, como o Deputado Moacir Moreira Campos. No teatro, voltou aos palcos sendo aclamado ao protagonizar O Escândalo Philippe Dussaert, seu primeiro monólgo após mais de quarenta anos de carreira. Na trama, ele interpretou o pintor Phillippe Dussaert. A performance de Caruso foi bastante elogiada pela crítica. Ele recebeu o Prêmio Shell de melhor ator, um dos mais importantes do teatro brasileiro atualmente, entre outros prêmios, como o Prêmio APTR, Prêmio Cesgranrio e Prêmio FITA - Festival Internacional de Teatro.
Em 2017, voltou às novelas como o milionário Pedrinho Guimarães na novela Pega Pega. Também participou da série de comédia sucesso de crítica Filhos da Pátria, protagonizada por Fernanda Torres e Alexandre Nero, como o padre corrupto Toledo. Em 2018 foi convidado para o elenco da série Brasil a Bordo, de Miguel Falabella, como Comandante Durval Fernandes. Também integrou o elenco da controversa novela O Sétimo Guardião, novela que sofreu com baixos índices de audiência no horário nobre da TV Globo. No mesmo ano atuou no telefilme Contra a Parede, protagonizado por Antônio Fagundes numa trama sobre corrupção, crise política e comportamento ético da sociedade brasileira. Reprisou seu personagem da Escolinha do Professor Raimundo, Seu Peru, no filme de comédia Crô em Família (2018).
Em 2020, foi convidado para uma participação especial no remake Éramos Seis, em homenagem ao seu trabalho na versão de 1994 da novela, interpretando o prefeito Moysés. No mesmo ano, na televisão, fez participações nas séries Diário de um Confinado e Sob Pressão: Plantão Covid, produções realizadas durante a pandemia de COVID-19. E, no cinema, esteve na comédia De Perto Ela Não É Normal. Em 2021, atuou na novela das sete Quanto Mais Vida, Melhor!, como o técnico de futebol aposentado Osvaldo Pederneiras, fazendo par romântico com Elizabeth Savalla. Em 2022, voltou a encenar o espetáculo Intimidade Indecente (anteriormente ele havia encenado uma montagem peça entre 2001 e 2005), dessa vez ao lado de Eliane Giardini, como um casal que por volta de seus 60 anos enfrentam crises da rotina do casamento. Ainda em 2022, Caruso voltou ao horário nobre da TV Globo na novela Travessia, de Glória Perez, como o professor de história Dante.

## Vida pessoal
Marcos Caruso, após dois casamentos heterossexuais, se assumiu abertamente gay e, em 2022, oficializou seu casamento com o técnico de enfermagem Marcos Paiva.

## Filmografia

### Televisão
| Ano     | Título                             | Personagem                         | Notas                                                 |
| ------- | ---------------------------------- | ---------------------------------- | ----------------------------------------------------- |
| 1978    | Aritana                            | Marcolino                          |                                                       |
| 1978    | Roda de Fogo                       | Zé                                 |                                                       |
| 1981    | Floradas na Serra                  | Gumercindo Cordeiro Leitão         |                                                       |
| 1981    | O Vento do Mar Aberto              | Rafael                             |                                                       |
| 1981    | Partidas Dobradas                  | Dalmo                              |                                                       |
| 1982    | O Coronel e o Lobisomem            | Geraldo Garcia Menezes             |                                                       |
| 1984–85 | Jerônimo                           | Dr. Otoniel Martins                |                                                       |
| 1990    | Pantanal                           | Sebastião da Silva (Tião)          |                                                       |
| 1990    | O Canto das Sereias                | Hélio Fontes da Silveira           |                                                       |
| 1990–91 | A História de Ana Raio e Zé Trovão | José Batista (Zé Batista)          |                                                       |
| 1991    | O Fantasma da Ópera                | Ronald Figueiredo                  |                                                       |
| 1994    | Éramos Seis                        | Virgulino D' Angelo                |                                                       |
| 1995–96 | Sangue do Meu Sangue               | Conde Giorgio de La Fontana        |                                                       |
| 1996–97 | Brava Gente                        | Pascoal Messinari                  |                                                       |
| 1998–99 | Teleteatro                         | Vários Personagens                 |                                                       |
| 1998    | Serras Azuis                       | Dr. Rivaldino Paleólogo            |                                                       |
| 1998    | Contos de Natal                    | Celso Freitas                      | Episódio: "Natal Para Dois"                           |
| 2001    | Presença de Anita                  | Felipe Gonzaga (Gonzaga)           |                                                       |
| 2002    | Coração de Estudante               | Dr. Raul Gouvêia                   |                                                       |
| 2003    | Mulheres Apaixonadas               | Carlos de Souza Duarte (Carlão)    |                                                       |
| 2004–05 | Como uma Onda                      | Maurício Prata (Dr. Prata)         |                                                       |
| 2005    | Sob Nova Direção                   | Ivan Pitanga                       | Episódio: "Sexo, Mentiras e DVD"                      |
| 2006–07 | Páginas da Vida                    | Alexandre Flores (Alex)            |                                                       |
| 2007–08 | Desejo Proibido                    | Padre Inácio Gouveia               |                                                       |
| 2008    | Casos e Acasos                     | Adauto da Silva Pedreira           | Episódio: "O Colchão, a Mala e a Balada"              |
| 2008–09 | Três Irmãs                         | Dr. Alcides Áquila                 |                                                       |
| 2009    | Dilemas de Irene                   | Cléber Machado                     |                                                       |
| 2010    | Tempos Modernos                    | Otto Niemann                       |                                                       |
| 2010    | O Relógio da Aventura              | Neco Menezes Novaes                | Especial de fim de ano                                |
| 2011    | Cordel Encantado                   | Prefeito Patácio Peixoto           |                                                       |
| 2012    | Avenida Brasil                     | Leopoldo Maria Sousa (Leleco)      |                                                       |
| 2013    | O Canto da Sereia                  | Juracy Bandeira (Dr. Jotabê)       |                                                       |
| 2013    | A Grande Família                   | Paulo Carvalho Muniz (Carvalho)    | Episódio: "Como Não Ser Solteiro no Rio de Janeiro"   |
| 2013–14 | Joia Rara                          | Arlindo Pacheco Leão               |                                                       |
| 2015–16 | A Regra do Jogo                    | Feliciano Stewart                  |                                                       |
| 2015–20 | Escolinha do Professor Raimundo    | Seu Peru                           |                                                       |
| 2015–20 | Escolinha do Professor Raimundo    | Laércio Araújo (Leleco)            | Temporada 6                                           |
| 2016    | Tá no Ar: a TV na TV               | Dr. Faruk Abdalah                  | Episódio: "5 de março"                                |
| 2016    | Chapa Quente                       | Deputado Moacir Moreira Campos     | Temporada 2                                           |
| 2017–18 | Pega Pega                          | Pedro William Guimarães (Pedrinho) |                                                       |
| 2017    | Filhos da Pátria                   | Padre Toledo                       | Temporada 1                                           |
| 2018    | Brasil a Bordo                     | Comandante Durval Fernandes        |                                                       |
| 2018–19 | O Sétimo Guardião                  | Sóstenes Vidal                     |                                                       |
| 2020    | Éramos Seis                        | Prefeito Moysés                    | Episódio: "6 de março"                                |
| 2020    | Diário de Um Confinado             | Leopoldo Quaresma                  | Episódio: "Reunião de Condomínio" Episódio: "Mudança" |
| 2020    | Sob Pressão: Plantão Covid         | Augusto                            | Episódio: "6 de outubro"                              |
| 2020    | Simples Assim                      | Pai                                | Episódio: "10 de outubro"                             |
| 2021–22 | Quanto Mais Vida, Melhor!          | Osvaldo Pederneiras                |                                                       |
| 2022–23 | Travessia                          | Dante Barreto                      |                                                       |
| 2023–24 | Elas por Elas                      | Sérgio Aranha                      |                                                       |
| 2026    | Coração Acelerado                  | Alaor                              |                                                       |

### Cinema
| Ano  | Título                                        | Personagem               | Notas          |
| ---- | --------------------------------------------- | ------------------------ | -------------- |
| 1978 | Bem Dotado, o Homem de Itu                    | —                        |                |
| 1979 | Viúvas Precisam de Consolo                    | Agente Funerário         |                |
| 1996 | Um Céu de Estrelas                            |                          |                |
| 2001 | Memórias Póstumas                             | Quincas Borba            |                |
| 2002 | Lara                                          | Ary Barroso              |                |
| 2004 | Capital Circulante                            | Delegado                 | Curta-metragem |
| 2005 | Depois Daquele Baile                          | Otávio                   |                |
| 2005 | O Nosso Livro                                 | Roberto                  | Curta-metragem |
| 2006 | Irma Vap - O Retorno                          | Otávio Gonçalves         |                |
| 2008 | Polaróides Urbanas                            | Adalberto                |                |
| 2011 | Cilada.com                                    | Pai da Noiva             |                |
| 2012 | O Diário de Tati                              | Carlos Alberto           |                |
| 2012 | A Idade da Inocência                          | Ariosto                  | Curta-metragem |
| 2014 | Syndrome                                      | Edgar[carece de fontes?] |                |
| 2014 | Sorria, Você Está Sendo Filmado - O Filme     | Agente real do Estado    |                |
| 2015 | Operações Especiais                           | Delegado Fróes           |                |
| 2016 | Desculpe o Transtorno                         | Miguel                   |                |
| 2016 | O Escaravelho do Diabo                        | Delegado Pimentel        |                |
| 2018 | Contra a Parede                               | Roberto Menezes          |                |
| 2018 | Crô em Família                                | 'Seu' Peru               |                |
| 2020 | De Perto Ela Não É Normal                     | Dr. Azambuja             |                |
| 2022 | Predestinado: Arigó e o Espírito do Dr. Fritz | Padre Anselmo            |                |

## Teatro
| Ano     | Título                             | Autor                                  |
| ------- | ---------------------------------- | -------------------------------------- |
| 1973    | Rei Momo                           | Cesar Vieira (Grupo União e Olho Vivo) |
| 1973    | O Carrasco do Sol                  | Peter Shaffer                          |
| 1974    | Peri e Perci                       | Jurandyr Pereira                       |
| 1974    | Toma Conta de Amèlie               | Georges Feydeau                        |
| 1974    | Adeus Fadas e Bruxas               | Ronaldo Ciambroni                      |
| 1974    | Maroquinhas Frú-Frú                | Maria Clara Machado                    |
| 1975    | Alegro Desbum                      | Oduvaldo Vianna Filho                  |
| 1976    | Os Parceiros                       | Marcos Rey                             |
| 1977    | O Diário de Anne Frank             | Goodrich e Hachett                     |
| 1978–80 | Camas Redondas, Casais Quadrados   | Cooney e Chapman                       |
| 1982    | Morre o Rei                        | Eugène Ionesco                         |
| 1982    | Viva o Medo Suas Fantasias Sexuais | John Tobias                            |
| 1983    | Amantes S/A                        | Chapman e Freeman                      |
| 1984    | O Perú                             | Georges Feydeau                        |
| 1985    | O Avesso do Avesso                 |                                        |
| 1986–87 | Sua Excelência, o Candidato        | Jandira Martini e Marcos Caruso        |
| 1997    | O Vison Voador                     | Ray Cooney                             |
| 1988    | Tudo no Escuro                     | Peter Shaffer                          |
| 1989    | Jogo de Cintura                    | Jandira Martini e Marcos Caruso        |
| 1993–96 | Porca Miséria                      | Jandira Martini e Marcos Caruso        |
| 1997    | Os Reis do Improviso               | Jandira Martini e Marcos Caruso        |
| 1998    | Porca Miséria                      | Jandira Martini e Marcos Caruso        |
| 1999–01 | Honra                              | Joanna Murray-Smith                    |
| 2001–05 | Intimidade Indecente               | Leilah Assumpção                       |
| 2006–08 | Operação Abafa                     | Jandira Martini e Marcos Caruso        |
| 2009    | As Pontes de Madison               | Robert James Waller                    |
| 2012    | Em Nome do Jogo                    | Anthony Shaffer                        |
| 2016–17 | O Escândalo Philippe Dussaert      | Jacques Mougenot                       |
| 2022    | Intimidade Indecente               | Leilah Assumpção                       |

## Outros projetos

### Como autor

#### Na televisão
| Ano  | Título                             | Notas                           | Emissora     |
| ---- | ---------------------------------- | ------------------------------- | ------------ |
| 1981 | Dona Santa                         | co-autor com Geraldo Vietri     | Bandeirantes |
| 1982 | Campeão                            | co-autor                        | Bandeirantes |
| 1982 | A Filha do Silêncio                | co-autor                        | Bandeirantes |
| 1983 | Braço de Ferro                     | autor principal                 | Bandeirantes |
| 1983 | Casa de Irene                      | co-autor com Geraldo Vietri     | Bandeirantes |
| 1990 | A História de Ana Raio e Zé Trovão | autor principal                 | Manchete     |
| 1996 | Brava Gente                        | em parceria com Jandira Martini | SBT          |
| 2014 | Trair e Coçar é Só Começar         | seriado                         | Multishow    |

#### No cinema
| Ano  | Título                         | Personagem      |
| ---- | ------------------------------ | --------------- |
| 1992 | Sua Excelência, o Candidato    |                 |
| 2005 | O Casamento de Romeu e Julieta |                 |
| 2006 | Trair e Coçar é Só Começar     |                 |
| 2015 | O Pequeno Príncipe             | O Aviador (voz) |

#### No teatro
| Ano  | Título                      | Notas                                                               |
| ---- | --------------------------- | ------------------------------------------------------------------- |
| 1979 | Trair e Coçar é Só Começar  | recorde brasileiro de um texto em cartaz desde 1986 aos dias atuais |
| 1984 | Sua Excelência, o Candidato | em parceria com Jandira Martini                                     |
| 1988 | Jogo de Cintura             | em parceria com Jandira Martini                                     |
| 1992 | Porca Miséria               | em parceria com Jandira Martini                                     |
| 1998 | Os Reis do Improviso        | em parceria com Jandira Martini                                     |
| 2004 | Operação Abafa              | em parceria com Jandira Martini                                     |

### Como diretor de teatro
| Título            | Notas                        |
| ----------------- | ---------------------------- |
| Brasil S/A        | de Antônio Ermírio de Moraes |
| S.O.S Brasil      | de Antônio Ermírio de Moraes |
| Estórias Roubadas | de John Margullies           |
| Mambo Italiano    | de John Margullies           |
| Agora             | de José Scavazzini           |
| Ainda             | de José Scavazzini           |
| Selfie            | de Dani Ocampo               |
| The Lions         | de Nicky Silver              |

### Diretor de televisão
| Ano  | Título     | Emissora |
| ---- | ---------- | -------- |
| 2000 | Fala Dercy | SBT      |

## Prêmios e indicações
| Ano  | Prêmio                                               | Categoria                | Nomeações                     | Resultado |
| ---- | ---------------------------------------------------- | ------------------------ | ----------------------------- | --------- |
| 1986 | Prêmio Molière                                       | Melhor Autor             | Sua Excelência, o Candidato   | Venceu    |
| 1993 | Prêmio Shell de Teatro                               | Melhor Autor             | Porca Miséria                 | Venceu    |
| 1994 | Prêmio Mambembe                                      | Melhor Autor             | Porca Miséria                 | Venceu    |
| 1994 | Troféu Associação Paulista de Crítios de Arte (APCA) | Melhor Autor             | Porca Miséria                 | Venceu    |
| 2003 | Troféu UOL TV e Famosos                              | Melhor Ator              | Mulheres Apaixonadas          | Venceu    |
| 2003 | Prêmio Globo de Melhores do Ano                      | Melhor Ator Coadjuvante  | Mulheres Apaixonadas          | Indicado  |
| 2006 | Prêmio Extra de Televisão                            | Melhor Ator              | Páginas da Vida               | Indicado  |
| 2006 | Prêmio Globo de Melhores do Ano                      | Melhor Ator Coadjuvante  | Páginas da Vida               | Indicado  |
| 2007 | Prêmio Contigo! de TV                                | Melhor Ator              | Páginas da Vida               | Indicado  |
| 2007 | Troféu Imprensa                                      | Melhor Ator              | Páginas da Vida               | Venceu    |
| 2007 | Prêmio Arte Qualidade Brasil                         | Melhor Ator de Televisão | Páginas da Vida               | Indicado  |
| 2007 | Prêmio Guarani do Cinema Brasileiro                  | Melhor Ator Coadjuvante  | Depois Daquele Baile          | Indicado  |
| 2008 | Prêmio Arte Qualidade Brasil                         | Melhor Ator Coadjuvante  | Polaróides Urbanas            | Venceu    |
| 2011 | Prêmio Extra de Televisão                            | Melhor Ator Coadjuvante  | Cordel Encantado              | Indicado  |
| 2012 | Prêmio Extra de Televisão                            | Melhor Ator Coadjuvante  | Avenida Brasil                | Indicado  |
| 2012 | Prêmio Melhores TV Press                             | Melhor Ator Coadjuvante  | Avenida Brasil                | Venceu    |
| 2012 | Prêmio Globo de Melhores do Ano                      | Melhor Ator Coadjuvante  | Avenida Brasil                | Indicado  |
| 2013 | Prêmio Contigo! de TV                                | Melhor Ator Coadjuvante  | Avenida Brasil                | Indicado  |
| 2016 | Prêmio Cesgranrio de Teatro                          | Melhor Ator              | O Escândalo Philippe Dussaert | Venceu    |
| 2016 | Prêmio Shell de Teatro                               | Melhor Ator              | O Escândalo Philippe Dussaert | Venceu    |
| 2016 | Prêmio São Sebastião de Cultura                      | Artes Cênicas            | O Escândalo Philippe Dussaert | Venceu    |
| 2016 | Prêmio Botequim Cultural                             | Melhor Ator              | O Escândalo Philippe Dussaert | Venceu    |
| 2016 | Prêmio APTR de Teatro                                | Melhor Ator              | O Escândalo Philippe Dussaert | Venceu    |
| 2018 | Prêmio FITA - Festival Internacional de Teatro       | Melhor Ator              | O Escândalo Philippe Dussaert | Venceu    |